# Dendrocephalus brasiliensis
Dendrocephalus brasiliensis är en kräftdjursart som beskrevs av Otto Pesta 1921. Dendrocephalus brasiliensis ingår i släktet Dendrocephalus och familjen Thamnocephalidae. Inga underarter finns listade i Catalogue of Life.